# Kolainiai
Kolainiai – wieś na Litwie, w środkowej części kraju, w okręgu szawelskim, w rejonie kielmskim.
Według danych ze spisu powszechnego w 2001 roku we wsi mieszkało 315 osób. Według danych z 2011 roku wieś była zamieszkiwana przez 261 osób – 138 kobiet i 123 mężczyzn.

## Przypisy

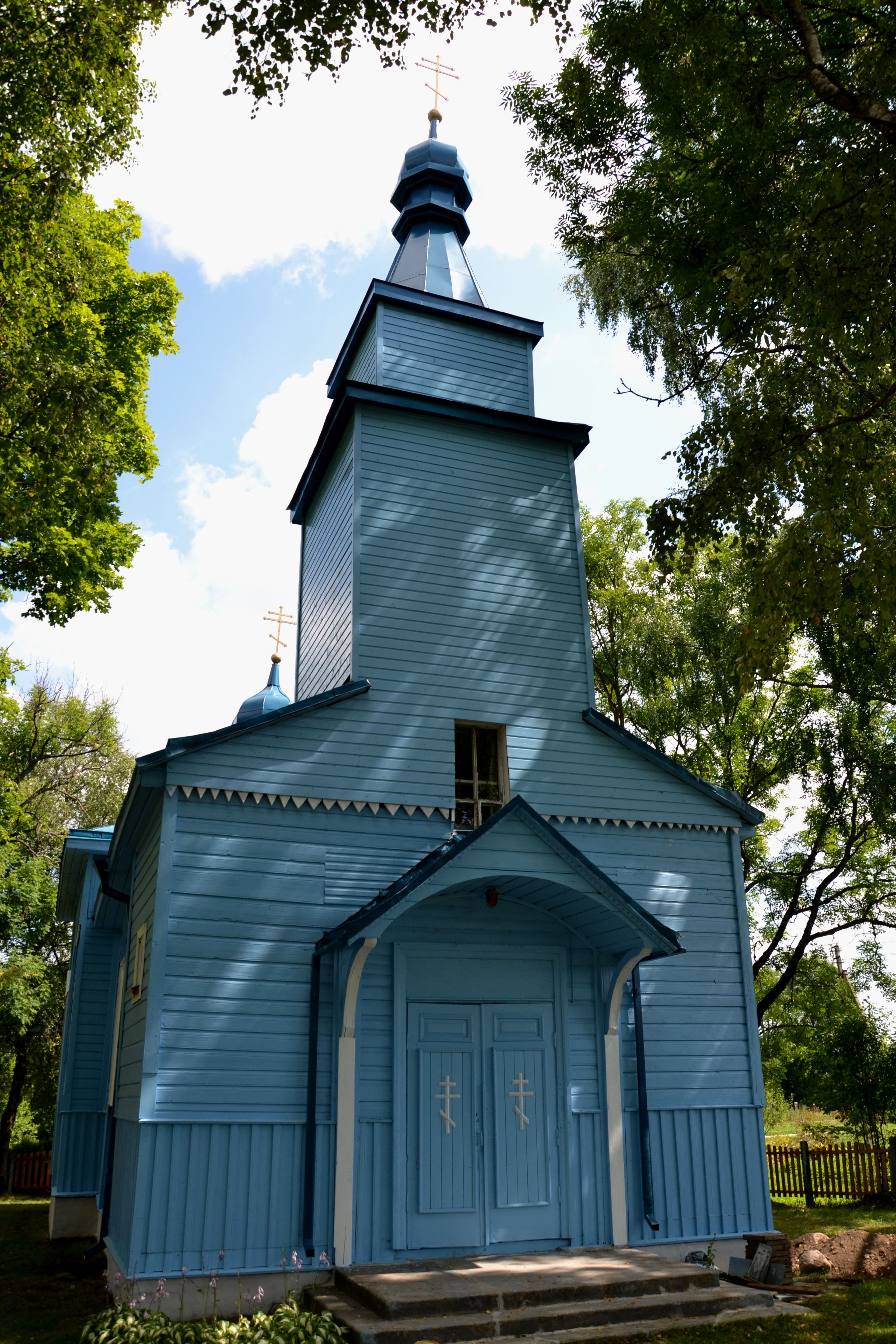
Cerkiew prawosławna pw. Smoleńskiej Ikony Matki Bożej